# Efektywność kosztowa
Efektywność kosztowa (ekonomiczna) – sposób osiągnięcia optymalnej, efektywnej działalności gospodarczej. Jest to postulat nakazujący porównywanie wyników z kosztami ich osiągnięcia przy realizacji wszelkich przedsięwzięć. Aby osiągnąć efektywność kosztową, należy tak realizować projekty, aby dany wynik osiągnąć przy najniższym koszcie. Jest to szczególnie ważne, gdyż dysponuje się ograniczonymi zasobami, w tym zasobami finansowymi.
M.J. Farrell zaproponował wyodrębnienie efektywności technicznej i alokacyjnej. Efektywność techniczna oznacza, że przedsiębiorstwo produkuje zgodnie z funkcją produkcji, czyli nie ma marnotrawstwa czynników wytwórczych. Efektywność alokacyjna oznacza, że przedsiębiorstwo kupuje czynniki po najkorzystniejszych cenach i dzięki temu ponosi najniższe wydatki całkowite. Iloczyn efektywności technicznej i alokacyjnej określany jest mianem efektywności kosztowej.
Największym wyzwaniem jest skonstruowanie mierników efektywności. Istnieje wiele wskaźników efektywności kosztowej czy finansowej. Jednakże dynamicznie rozwijają się dwie metody: DEA (Data Envelopment Analysis) i SFA (Stochastic Frontier Analysis). DEA jest narzędziem zaliczanym do programowania liniowego, a SFA jest stochastyczną, parametryczną metodą ekonometryczną.